# Robb Flynn
Lawrence Matthew Cardine (Oakland, Kalifornija, 19. srpnja 1967.) poznatiji kao Robb Flynn je američki glazbenik, najpoznatiji kao pjevač i gitarist thrash metal sastava Machine Head.

## Životopis
Flynn je, dok je bio na zadnjoj godini studija u Fremontu, osnovao sastav Forbidden. Napisao je četiri pjesme za njihov debitantski album, no napustio je sastav prije njegovog objavljivanja, te se pridružio sastavu Vio-lence, zajedno sa sadašnjim članom Machine Heada, Philom Demmelom. 
Nakon napuštanja sastava, 1992. godine zajedno s Adamom Duceom, Loganom Maderom i Tonyjem Costanzom osniva sastav Machine Head, te dvije godine kasnije objavljuju svoj prvi studijski album Burn My Eyes. Flynn je sa sastavom do sada snimio još pet studijskih albuma, jedan album uživo te jedan EP. Njihov zasada posljednji album The Blackening se nalazio na 54. mjestu Billboard 200 top ljestvice, te je bio nominiran za nagradu Grammy u kategoriji za najbolju metal izvedbu.
Flynn je u siječnju 2005. na albumu koji je snimljen povodom 25. godišnjice izdavačke kuće Roadrunner Records, producirao i svirao gitaru na četiri pjesme, te je otpjevao duet s Howardom Jonesom iz sastava Killswitch Engage za pjesmu "The Dagger".
Flynn je 11. lipnja 2007. je na Metal Hammeru dobio "Golden God" nagradu.